# Nicétas II Mountanès
Nicétas II Moutanès (en grec : Νικήτας Β΄ Μουντάνης) est patriarche de Constantinople de 1186 à 1189.

## Biographie
Nicétas Moutanès, diacre et sacellaire de l'église de Constantinople, est désigné comme patriarche par l'empereur Isaac II Ange en février 1186. Il est chassé du trône par ce dernier en février 1189 sous le prétexte de « son extrême vieillesse et de sa trop grande simplicité ».